# Melieria
Melieria är ett släkte av tvåvingar. Melieria ingår i familjen fläckflugor.

## Bildgalleri

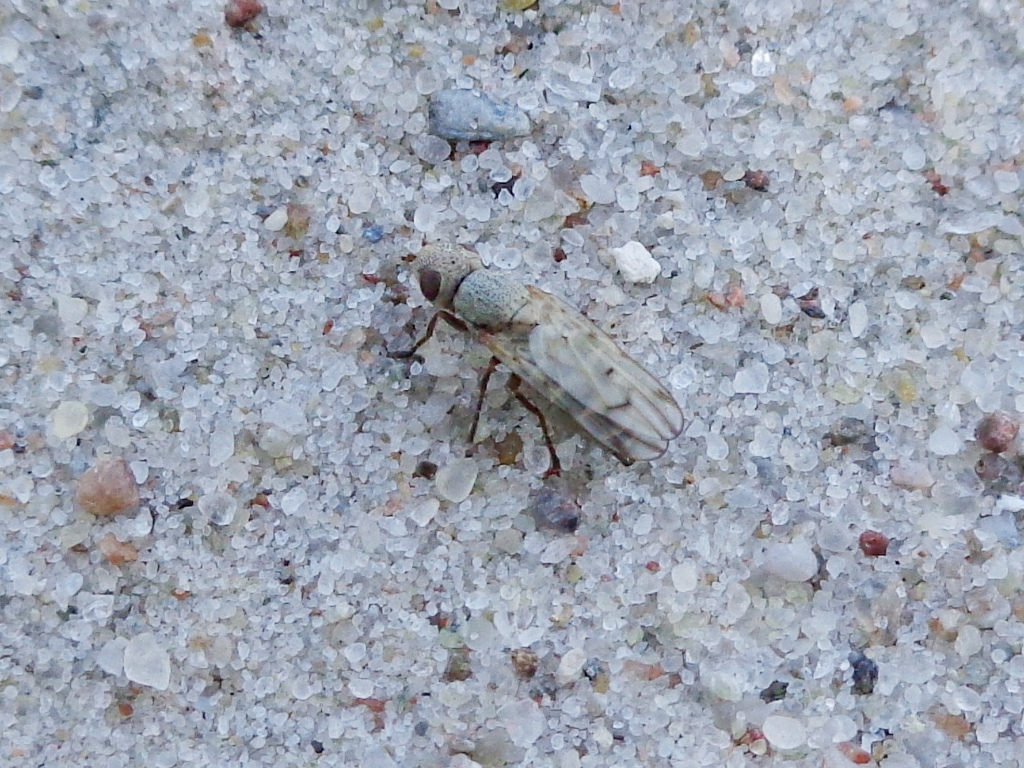

## Dottertaxa tillMelieria, i alfabetisk ordning[1][2]
- Melieria acuticornis
- Melieria beckeri
- Melieria cana
- Melieria clara
- Melieria crassipennis
- Melieria dolini
- Melieria felis
- Melieria gangraenosa
- Melieria imitans
- Melieria immaculata
- Melieria kaszabi
- Melieria latigenis
- Melieria limpidipennis
- Melieria mongolica
- Melieria nana
- Melieria nigritarsis
- Melieria nigritarsoides
- Melieria obscura
- Melieria obscuripes
- Melieria occidentalis
- Melieria occulta
- Melieria ochricornis
- Melieria omissa
- Melieria oxiana
- Melieria pallipes
- Melieria picta
- Melieria pseudosystata
- Melieria pulicaria
- Melieria rubella
- Melieria sabuleti
- Melieria similis
- Melieria soosi
- Melieria theodori
- Melieria turcomanica
- Melieria unicolor